# NGC 5782
NGC 5782 is een lensvormig sterrenstelsel in het sterrenbeeld Ossenhoeder. Het is op 19 april 1887 ontdekt door de Amerikaanse astronoom Lewis A. Swift.

## Synoniemen
- UGC 9602
- MCG 2-38-22
- ZWG 76.99
- KCPG 445A
- PGC 53379